# Distància focal de brida
No confondre amb distància focal.

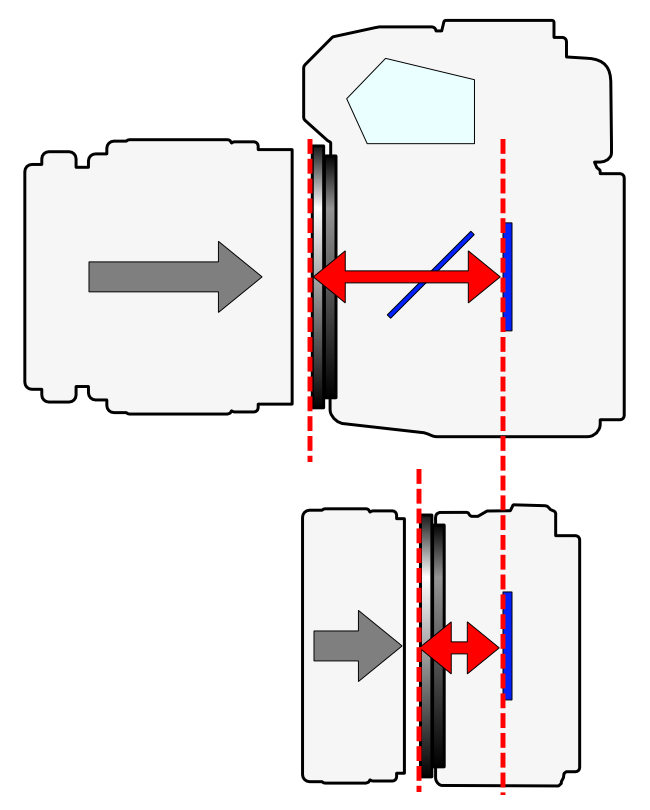
Diagrama il·lustrant la distància de registre en una càmera SLR i en una no SLR.

Per a una càmera fotogràfica d'objectius intercanviables, la distància focal de brida d'un sistema de muntura d'objectiu, també coneguda com a distància de registre (o flange focal distance segons el seu nom en anglès), és la distància a partir de la brida de muntatge (l'anell de metall en la càmera i la part posterior de l'objectiu) amb el pla de la pel·lícula fotogràfica o sensor. Aquesta valor és diferent per a diferents sistemes de càmera.

## Llista de tipus de muntura segons la seva distància de registre
| Muntura d'objectiu                        | Distància de registre | Tipus de càmera | Producció   |
| ----------------------------------------- | --------------------- | --------------- | ----------- |
| Muntura Pentax Q                          | 9,2 mm                | Sense mirall    | 2011 -      |
| Muntura Nikon 1 (CX)                      | 17 mm                 | Sense mirall    | 2011 - 2018 |
| Muntura C (Bolex, Eclair i Bell & Howell) | 17,52 mm              | Cinema          | 1932 -      |
| Muntura Fuji X                            | 17,7 mm               | Sense mirall    | 2012 -      |
| Muntura Sony E                            | 18 mm                 | Sense mirall    | 2010 -      |
| Muntura Micro Quatre Terços               | 19,25 mm              | Sense mirall    | 2008 -      |
| Muntura Samsung NX                        | 25,5 mm               | Sense mirall    | 2010 - 2015 |
| Muntura Fujifilm G                        | 26,7 mm               | Sense mirall    | 2017 -      |
| Muntura Red One                           | 27,3 mm               |                 |             |
| Muntura Leica M                           | 27,8 mm               | Sense mirall    | 1954 -      |
| Muntura M39                               | 28,8 mm               | Sense mirall    | 1925 -      |
| Muntura Contax G                          | 29 mm                 | Sense mirall    | 1994 – 2005 |
| Muntura Olympus PEN F                     | 28,95 mm              | Reflex          | 1963 - 1970 |
| Muntura Quatre Terços                     | 38,67 mm              | Reflex          | 2001 -      |
| Muntura Konica AR                         | 40,7 mm               | Reflex          | 1965 - 1988 |
| Muntura Cànon FL                          | 42 mm                 | Reflex          | 1964 - 1971 |
| Muntura Cànon FD                          | 42 mm                 | Reflex          | 1971 - 1990 |
| Muntura Start (Soviet SLR)                | 42 mm                 | Reflex          | 1958 - 1964 |
| Muntura Minolta SR                        | 43,5 mm               | Reflex          | 1958 - 1998 |
| Muntura Fujica X                          | 43,5 mm               | Reflex          | 1979 - 1985 |
| Muntura Cànon EF                          | 44 mm                 | Reflex          | 1987 -      |
| Muntura Cànon EF-S                        | 44 mm                 | Reflex          | 2003 -      |
| Muntura Praktica B                        | 44 mm                 | Reflex          | 1979 - 1990 |
| Muntura Sigma SA                          | 44 mm                 | Reflex          | 1992 - 2018 |
| Muntura Minolta/Sony                      | 44,5 mm               | Reflex          | 2006 - 2013 |
| Muntura Pentax K                          | 45,46 mm              | Reflex          | 1975 -      |
| Muntura M42                               | 45.46 mm              | Reflex          | 1949 -      |
| Muntura Contax C/Y                        | 45,5 mm               | Reflex          | 1974 - 2005 |
| Muntura Olympus OM                        | 46 mm                 | Reflex          | 1972 - 1997 |
| Muntura Nikon F                           | 46,5 mm               | Reflex          | 1959 -      |
| Muntura Leica R                           | 47 mm                 | Reflex          | 1964 - 2009 |
| Muntura Sony B4                           | 48 mm                 |                 |             |
| Arri PL                                   | 52 mm                 |                 |             |
| Muntura T                                 | 55 mm                 |                 |             |
| OCT-19                                    | 61 mm                 |                 |             |
| Mamiya 645                                | 63,3 mm               |                 |             |